# The Golden Bowl
Brasil: A taça de ouro / Portugal: Infidelidades - no original The Golden Bowl é o último romance de Henry James publicado em 1904. Tendo como cenário a Inglaterra, este estudo complexo e intenso do casamento e do adultério completa o que alguns críticos chamam de "fase maior" na carreira de James. The Golden Bowl explora as confusas relações entre pai e filha e seus respectivos esposos. O romance se foca profunda e quase exclusivamente  na consciência das personagens centrais, como detalhes obsessivos mas poderas revelações. O título é uma citação do Eclesiastes, 13:6-7: "Antes que se rompa o cordão de prata, e se quebre a taça de ouro, [...]". O romance já foi adaptado para o cinema.

## Enredo
O príncipe Amerigo, um nobre italiano empobrecido mas carismático, encontra-se em Londres para seu casamento com Maggie Verver, a única filha do viúvo Adam Verver, o incrivelmente rico financista americano e colecionador de arte. Lá, ele reencontra Charlotte Stant, outra jovem americana e sua antiga amante de seus dias em Roma. Eles se reencontram na sala de desenhos da sra. Assignham. Ela não é rica, o que é uma das razões por eles não terem se casado. Maggie e Charlotte são amigas desde pequenas, ainda que Maggie não tenha conhecimento do antigo relacionamento de Charlotte e Amerigo. Charlotte e Amerigo saem para comprar um presente de casamento para Maggie. Eles encontram uma loja de curiosidades, e o vendedor oferece uma antiga taça de cristal com detalhes em ouro. O príncipe se recusa a comprá-la, pois suspeita que tenha algum defeito oculto.
Depois de seu casamento, Maggie teme que seu pai tenha se tornado solitário, uma vez que foram muito próximos por anos. Ela o persuade a propor casamento a Charlotte, que aceita a proposta. Logo após o casamento, Charlotte e Amerigo são lançados um de encontro ao outro, pois seus respectivos esposos parecem mais interessados na relação de pai e filha que no casamento. Amerigo e Charlotte finalmente consumam um caso de adultério.
Maggie começa a suspeitar do par. Ele vai, por acaso, à mesma loja e compra a taça que eles haviam recusado. Arrependido do alto preço que cobrou, o vendedor visita Maggie e confessa o preço excessivo. Na casa, ele vê fotos de Amerigo e Charlotte. Ele conta a Maggie sobre a visita dos dois à sua loja na véspera do casamento, e sua conversa íntima na loja (eles falavam italiano, mas o vendedor entendia a língua).
Maggie cofronta Amerigo. Ela começa uma campanha secreta para separar os dois, sem nunca revelar ao pai o caso. Também ocultado qualquer conhecimento de Charlotte e negando qualquer mudança na amizade, ela gradualmente persuade seu pai a voltar aos Estados Unidos com sua esposa. Depois de haver previamente considerado Maggie ingênua e imatura, o príncipe parece impressionado com a delicada diplomacia de sua esposa. O romance termina com Adam e Charlotte Verver prestes a partir para os Estados Unidos. Amerigo diz que "só tem olhos" para Maggie e a abraça